# Beaver Dam Lake
Beaver Dam Lake är en sjö i Kanada.   Den ligger i provinsen Nova Scotia, i den östra delen av landet, 1 100 km öster om huvudstaden Ottawa. Beaver Dam Lake ligger 28 meter över havet. Arean är 0,62 kvadratkilometer. Den ligger på ön Kap Bretonön. Den sträcker sig 1,0 kilometer i nord-sydlig riktning, och 1,1 kilometer i öst-västlig riktning.